# Amor sin rodeos
«Amor sin rodeos» es el nombre de una canción escrita e interpretada por el músico de Argentina Gustavo Cerati, que fue incluida en su quinto álbum de estudio Fuerza natural del año 2009.

## Letra y sonidos
El sonido de «Amor sin rodeos» es característico de casi todo el álbum de estudio. Sonidos de viento, instrumentos con un ritmo rápido que dan la impresión de simular la marcha rápida de un caballo (como se ve en la portada del álbum), son predominantes en la canción. Cerati hablaría acerca del álbum en general como:

No tiene un mensaje ecológico, pero habla justamente de las fuerzas naturales internas y externas, las invisibles y las cotidianas. También tiene mucho campo, mucha pampa.

Aquel sonido es principal en «Amor sin rodeos», siendo una canción muy influenciada por la idea en general del álbum.
La letra de la canción habla acerca del cantante, que le ha "robado el corazón" a una persona y debe huir de su pueblo, dado que es buscado, e inclusive una "recompensa" sobre su cabeza es mencionada. El coro de la canción menciona "Pueblo chico, infierno grande, somos caballos salvajes, ya desafiamos la ley".

## Recepción
Según Allmusic, «Amor sin rodeos» es una de las mejores canciones del álbum de estudio, junto a «Rapto» y «Sal».

## Curiosidades
- Aunque Cerati nunca habló del tema, la canción contiene un pequeño sample de «Can't Find My Way Home», del grupo musical Blind Faith.[4]